# Lucia Vasini
Lucia Vasini (Ravenna, 13 dicembre 1955) è un'attrice teatrale e cinematografica italiana.

## Biografia
Diplomatasi presso la scuola del Piccolo Teatro di Milano, ha studiato canto e recitazione con Linda Wise, seguendo vari stage a Los Angeles con Judy Weston (metodo Actors Studio). Nel 1985, con le attrici Daniela Piperno e Pia Engleberth, ha formato il trio comico "Sorelle Sister", attivo fino al 1989.
In teatro ha lavorato, tra gli altri, con Dario Fo e Franca Rame, Gabriele Salvatores, Paolo Rossi (anche suo compagno di vita per molti anni), Cesare Lievi ed Enzo Iacchetti.

## Filmografia

### Cinema
- Il ragazzo di campagna, regia di Castellano e Pipolo (1984)
- Kamikazen - Ultima notte a Milano, regia di Gabriele Salvatores (1988)
- Musica per vecchi animali, regia di Stefano Benni e Umberto Angelucci (1989)
- La casa del sorriso, regia di Marco Ferreri (1991)
- Il toro, regia di Carlo Mazzacurati (1994)
- Acquario, regia di Michele Sordillo (1996)
- A.A.A.Achille, regia di Giovanni Albanese (2001)
- Ora o mai più, regia di Lucio Pellegrini (2003)
- Tommaso è andato via, regia di Alberto Negro (2004)
- Manuale d'amore 2 - Capitoli successivi, regia di Giovanni Veronesi (2007)
- La piccola A, regia di Salvatore D'Alia e Giuliano Ricci (2009)
- Te lo dico pianissimo, regia di Pasquale Marrazzo (2018)
- Si muore tutti democristiani, regia de Il Terzo Segreto di Satira (2018)
- Evelyne tra le nuvole, regia di Anna Di Francisca (2023)
- Al progredire della notte, regia di Davide Montecchi (2025)

### Televisione
- Diego 100% – serie TV (1985)

## Programmi televisivi
- Cantagiro
- Diego 100%
- Su la testa!
- Cielito lindo
- Glob Spread
- Colorado